# Краснодарский (Ставропольский край)
Краснода́рский — хутор в Новоалександровском районе (городском округе) Ставропольского края России.

## География
Расстояние до краевого центра: 71 км. Расстояние до районного центра: 11 км.

## История
Образован 4 октября 1925 года.
До 1 мая 2017 года входил в упразднённый Раздольненский сельсовет.

## Население
| 1989 | 2002 | 2010 | 2014 | 2023 |
| ---- | ---- | ---- | ---- | ---- |
| 276  | ↗417 | ↗433 | ↘400 | ↗465 |

По данным переписи 2002 года, 59 % населения — русские.

## Инфраструктура
- Детский сад № 19 «Ромашка»[9]
- Кладбище хутора Краснодарский (площадь 5756 м²)[10]